# تپه‌های شهر
تپه‌های شهر مربوط به دوران‌های تاریخی پیش از اسلام است و در شهرستان گناباد، ۱ کیلومتری جنوب شهر واقع شده و این اثر در تاریخ ۱۲ بهمن ۱۳۸۱ با شمارهٔ ثبت ۷۴۸۹ به‌عنوان یکی از آثار ملی ایران به ثبت رسیده است.